# فهرست فرودگاه‌های بلاروس
این مقاله شامل فهرست فرودگاه‌های بلاروس است که بر پایهٔ مکان قرارگیری و نوع، مرتب شده‌اند.

## فرودگاه‌ها
| شهر               | استان    | ایکائو | یاتا | نام فرودگاه                       | مختصات                                                         |
| ----------------- | -------- | ------ | ---- | --------------------------------- | -------------------------------------------------------------- |
| فرودگاه‌های همگانی | ÿ        | ÿ      | ÿ    | ÿ                                 | ÿ                                                              |
| Brest             | Brest    | UMBB   | BQT  | فرودگاه برست                      | ۵۲°۰۶′۳۰″ شمالی ۰۲۳°۵۳′۵۳″ شرقی / ۵۲٫۱۰۸۳۳°شمالی ۲۳٫۸۹۸۰۶°شرقی |
| گومل (Homiel)     | Homiel   | UMGG   | GME  | فرودگاه گومل                      | ۵۲°۳۱′۳۷″ شمالی ۰۳۱°۰۱′۰۰″ شرقی / ۵۲٫۵۲۶۹۴°شمالی ۳۱٫۰۱۶۶۷°شرقی |
| گرودنو (Grodno)   | Hrodna   | UMMG   | GNA  | فرودگاه هرادنا                    | ۵۳°۳۶′۰۷″ شمالی ۰۲۴°۰۳′۱۳″ شرقی / ۵۳٫۶۰۱۹۴°شمالی ۲۴٫۰۵۳۶۱°شرقی |
| مینسک             | Minsk    | UMMM   | MHP  | فرودگاه مینسک-۱                   | ۵۳°۵۱′۵۲″ شمالی ۰۲۷°۳۲′۲۲″ شرقی / ۵۳٫۸۶۴۴۴°شمالی ۲۷٫۵۳۹۴۴°شرقی |
| مینسک             | Minsk    | UMMS   | MSQ  | فرودگاه بین‌المللی مینسک (مینسک-۲) | ۵۳°۵۲′۵۶″ شمالی ۰۲۸°۰۱′۵۰″ شرقی / ۵۳٫۸۸۲۲۲°شمالی ۲۸٫۰۳۰۵۶°شرقی |
| موگیلف (Mahilyow) | Mahilyow | UMOO   | MVQ  | فرودگاه موگیلف                    | ۵۳°۵۷′۱۷″ شمالی ۰۳۰°۰۵′۴۲″ شرقی / ۵۳٫۹۵۴۷۲°شمالی ۳۰٫۰۹۵۰۰°شرقی |
| پولوتسک (Polatsk) | Vitsebsk |        |      | فرودگاه پولوتسک                   | ۵۵°۲۴′۴۲″ شمالی ۰۲۸°۴۴′۵۴″ شرقی / ۵۵٫۴۱۱۶۷°شمالی ۲۸٫۷۴۸۳۳°شرقی |
| ویتبسک            | Vitsebsk | UMII   | VTB  | فرودگاه ویتبسک ووستوکنی           | ۵۵°۰۷′۳۵″ شمالی ۰۳۰°۲۰′۵۸″ شرقی / ۵۵٫۱۲۶۳۹°شمالی ۳۰٫۳۴۹۴۴°شرقی |
| فرودگاه‌های نظامی  | ÿ        | ÿ      | ÿ    | ÿ                                 | ÿ                                                              |
| گومل (Homiel)     | Homiel   |        |      | پایگاه هوایی پریبیتکی             | ۵۲°۱۸′۱۸″ شمالی ۰۳۱°۹′۴۸″ شرقی / ۵۲٫۳۰۵۰۰°شمالی ۳۱٫۱۶۳۳۳°شرقی  |
| Luninets          | Brest    |        |      | پایگاه هوایی لونی‌نتز              | ۵۲°۱۶′۳۰″ شمالی ۰۲۶°۴۶′۳۰″ شرقی / ۵۲٫۲۷۵۰۰°شمالی ۲۶٫۷۷۵۰۰°شرقی |
| Orsha             | Vitsebsk |        |      | فرودگاه بالباسوو                  | ۵۴°۲۶′۲۴″ شمالی ۰۳۰°۱۷′۴۸″ شرقی / ۵۴٫۴۴۰۰۰°شمالی ۳۰٫۲۹۶۶۷°شرقی |
| Pastavy (Postavy) | Vitsebsk |        |      | فرودگاه پستاوی                    | ۵۵°۰۷′۰۰″ شمالی ۰۲۶°۴۵′۴۲″ شرقی / ۵۵٫۱۱۶۶۷°شمالی ۲۶٫۷۶۱۶۷°شرقی |
| پولوتسک (Polatsk) | Vitsebsk |        |      | فرودگاه بوروویتسی                 | ۵۵°۳۶′۳۰″ شمالی ۰۲۸°۴۰′۴۲″ شرقی / ۵۵٫۶۰۸۳۳°شمالی ۲۸٫۶۷۸۳۳°شرقی |
| ویتبسک            | Vitsebsk |        |      | پایگاه هوایی ویتبسک               | ۵۵°۱۵′۱۸″ شمالی ۰۳۰°۱۴′۴۸″ شرقی / ۵۵٫۲۵۵۰۰°شمالی ۳۰٫۲۴۶۶۷°شرقی |